# Bartochów
Bartochów – wieś w Polsce położona w województwie łódzkim, w powiecie sieradzkim, największa wieś w gminie Warta.

## Części wsi
| SIMC    | Nazwa             | Rodzaj    |
| ------- | ----------------- | --------- |
| 0715093 | Brzezinka         | część wsi |
| 0715101 | Wilk Bartochowski | część wsi |

## Historia
Pierwszą wzmiankę o Bartochowie znajdujemy w sentencji wyroku wydanego przez sędziego sieradzkiego Jaksę 28 maja 1354 roku w Piotrkowie. Wyrok dotyczył sporu o dziedzictwo wsi Kowale, a wśród stron sporu został wymieniony Wierzbięta z Przespolewa dziedzic Bartochowa. Oryginał dokumentu przechowywany jest w Archiwum Kapituły Metropolitalnej w Gnieźnie, będącej najstarszą częścią zasobu Archiwum Archidiecezjalnego w Gnieźnie pod numerem 134, a jego odpis możemy znaleźć w 3 tomie Kodeksu Dyplomatycznego Wielkopolskiego pod numerem 1323.
Była gniazdem rodowym Bartochowskich herbu Rola. W głębi wsi przebudowany gruntownie dawny dwór, w którego szczycie tkwi data „1783” oraz odcisk wyjątkowo dużego amonita. Na bocznej ścianie napis: „Praca szczepi owoce rozkosze”. Wewnątrz ocalały mały ołtarzyk i oryginalny piec kaflowy. W tym dworze zmarł 23 września 1826 r. Paweł Biernacki h. Poraj (1740–1826), kasztelan sieradzki i brygadier kawalerii narodowej. Po śmierci męża mieszkała tu trzecia żona Pawła Biernackiego, Konstancja z Małachowskich Biernacka (1773–1842), znana jako autorka kilku dziełek o dużych walorach pedagogicznych. Bartochów dostał się w ręce wnuka Konstancji i Pawła – Kazimierza, który zmarł w 1873 r. na zesłaniu w Tomsku na Sybirze za udział w powstaniu styczniowym.
Adolf Harrer, który w l. 1823–1933 założył manufakturę sukienniczą w Sieradzu, założył także dwie filie tej manufaktury – jedną z nich w Bartochowie u dziedzica Biernackiego. Funkcjonowało tu wtedy 45 warsztatów.
Do 1954 roku istniała gmina Bartochów. W latach 1954–1958 wieś należała i była siedzibą władz gromady Bartochów, po jej zniesieniu w gromadzie Warta. W latach 1975–1998 miejscowość administracyjnie należała do województwa sieradzkiego.

## Zabytki
Tuż przy drodze z Warty do Sieradza, przed zakrętem w stronę Bartochowa, stoi duży krzyż, a pod nim głaz z napisem upamiętniającym śmierć powstańców i ich dowódcy Pawła Nowickiego, zabitych 15 listopada 1863 r. w walce z „wojskami cesarsko-rosyjskimi na terytorium Dóbr Bartochowskich” (akta parafii w Warcie nr 151-4/1863).

## Osoby związane z miejscowością
- Marcin Maciejczak